# 星野元治
星野 元治（ほしの もとじ、明治6年11月3日 （1873年11月3日） - 昭和30年（1955年）1月16日）は、日本の実業家・政治家。第25代群馬県会議長、勢多郡黒保根村長。

## 人物

### 概観
群馬県勢多郡黒保根村（現・桐生市黒保根町）に生まれた。父星野長太郎の意を体して群馬県における蚕糸業の発展に尽くした。座繰製糸の委託販売を行う水沼組を設立して甘楽社に加入。水沼製糸場を開設し器械製糸を開始した。その後生糸販売組合連合会甘楽社社長に就任。産業組合中央会群馬支会副会長、群馬信用組合連合会専務理事など多くの公職に就いた。群馬県会議員（政友会などに所属）を5期務め、群馬県会議長に就任した。大日本蚕糸会より紅綬功労章を受章。藍綬褒章を受章。趣味は写真、囲碁。

### 顕彰・栄典
- 1933年（昭和8年）、大日本蚕糸会総裁より紅綬功労章を受章。
- 1954年（昭和29年）、藍綬褒章を受章。

### 系譜・家族
1873年（明治6年）、群馬県勢多郡黒保根村（現・桐生市黒保根町）で星野長太郎の長男（星野家12代）として生まれる。妻はキク（明治7年生）で、群馬県の養蚕家である高山社の町田菊次郎の長女。父星野長太郎は、生糸輸出の将来性に着目して水沼製糸所を設立して日本初の生糸直輸出を実現し、帝国議会衆議院議員を務めた。星野元治の長男は東京工業大学元教授の星野愷。長女綾は伊藤晃彦（国立函館療養所長・医師）に嫁ぐ。四女梅は岩崎圭三（前橋市岩神町の岩崎撚糸所経営）に嫁ぐ。五女須磨は大塚豊美（日本歯研工業株式会社及び東京歯科技工専門学校を創設）に嫁ぐ。六女杉崎静代は桐生市黒保根町の星野家文書館代表。

## 年譜
- 1873年（明治6年）：群馬県勢多郡黒保根村（現桐生市黒保根町）で星野長太郎の長男（星野家12代）として生まれる。母は香久（カク、前橋市の勝山儀左衛門女）。
- 1887年（明治20年）：この頃、父星野長太郎の教育方針に基づき横浜の宣教医J. C. ヘボンが開設した明治学院（現明治学院高校）に進学し寄宿生活も経験した。高度な英語教育を受けドイツ語も習得しただけでなく、欧米の文化や生活を実体験で学んだ。キリスト教にも触れ大きな影響を受けた。
- 1891年（明治24年）：明治学院高等普通学部（現明治学院高等学校）を第1期生として卒業。同期の学友に島崎藤村や洋画家の和田英作、後に慶應義塾教授となった戸川秋骨や馬場孤蝶らがいる。元治は卒業後、父長太郎が創設した群馬県勢多郡黒保根村にある水沼製糸所の経営を手助けした。
- 1897年（明治30年）：伊藤寅次郎が水沼製糸所の社主に就任した。
- 1899年（明治32年）：水沼製糸所は、経営難に陥り社主が、伊藤寅次郎から元治の義父の高山社社長町田菊次郎に代わった。
- 1900年（明治33年）：業績不振により水沼製糸所の所有権を椎名三衛に譲渡したが、星野元治が実際の経営にあたった。原料繭と生糸製造費は椎名が提供し利益改善するという目論見が外れ、明治35年（1902年）に水沼製糸所を完全に閉鎖した。
- 1902年（明治35年）：叔父星野七重郎（父星野長太郎の弟）と星野元治らが話し合い、出資者48人により水沼組を結成。星野七重郎が組合長、星野元治が専務理事、板橋栄三郎が理事、星野耕作が監事になった。甘楽社に加入して甘楽社水沼組として座繰製糸の委託販売で再興を図った。甘楽社は1880年（明治13年）北甘楽精糸社として組合員630人で富岡町（現富岡市）に設立され、直輸出商社である横浜同伸会社に生糸を販売。1896年（明治29年）甘楽社に改名。
- 1908年（明治41年）：父星野長太郎死去。63歳。
- 1909年（明治42年）：アメリカ絹業協会会長ウィリアム・スキナー（William Skinner）が甘楽社、碓氷社（1878年（明治11年）碓氷座繰精糸社として設立）を視察訪問し、生糸の品質改善や供給について協議した。当時あった碓井社、甘楽社、下仁田社の３つの組合は総称して「南三社」と呼ばれた。南三社は座繰製糸の製糸組合で組合員数は最大で１万人以上に達した。富岡製糸場の約2倍の生産実績を上げていた時期もあり大きな力を持っていた。絹の等級を18通りに分け、最も質の高いものを主にアメリカに輸出していた。
- 1909年（明治42年）：6月、妻キク（通称サワ、群馬県多野郡美九里村本郷の町田菊次郎長女）との間に長男星野愷が誕生。
- 1910年（明治43年）：甘楽社は産業組合法の適用を受けて、有限責任信用生産販売組合甘楽社と改組し、事業拡大を図った。
- 1910年（明治43年）：3月、水沼製糸組合が結成され同組合理事に就任。その後、黒保根信用組合理事、郡養蚕組合長、郡農会長、産業組合中央会群馬支会副会長など公的役職を歴任。
- 1912年（大正1年）：足尾鉄道が大間々駅から水沼駅を経て神土駅（現神戸駅）までの間を開業。水沼駅から桐生駅経由で日本鉄道高崎・東京方面への交通の便が飛躍的に向上。
- 1913年（大正2年）：甘楽社水沼組は器械製糸の取扱いを開始。黒保根村水沼の星野家敷地（長屋門正面右手奥）に新たに器械製糸所として甘楽社水沼組製糸場を建設。揚げ返し工場も併設。水力発電設備を有したがボイラーにより蒸気も利用した。明治期の古い水沼製糸所の建物は繭の乾燥場として使用。
- 1914年（大正3年）：第一次世界大戦勃発による輸出減で生糸価格が一時低落。足尾鉄道が桐生駅から足尾本山駅まで全線開通。
- 1915年（大正4年）：勢多郡郡会議員に選出。
- 1916年（大正5年）：7月、従兄弟の星野和太郎（父星野長太郎の弟周次郎の長男）により星野家先祖の由来や系図、水沼村の歴史などをできる限り調べ子孫に伝承するため「星野家沿革」（地図付き小冊子）がまとめられた。星野家家系図も編纂された。写しは現存。
- 1916年（大正5年）：第一次世界大戦の影響で生糸価格が暴騰し、製糸業は設備を増強。1919年（大正8年）頃まで活況が続き、養蚕業も過熱し農家は桑畑の投機的な拡大に走った。
- 1917年（大正6年）：甘楽社水沼組製糸場は製糸設備を40釜から100釜に増強。この頃、年平均生産額は、370貫匁と明治期の水沼製糸所時代を上回る水準に達した。製糸所の総員は、管理職も含め100余名に達した。
- 1919年（大正8年）：群馬県会議員に初当選。（憲政派）
- 1920年（大正9年）：第一次世界大戦終結（1918年）に伴う戦後恐慌の発生により繭価・生糸価格が暴落し、水沼組の経営は大きな打撃を受けた。
- 1921年（大正10年）：黒保根村（現桐生市黒保根町）村長に選任されたが、1923年（大正12年）8月に一度辞職。再度、同年10月から昭和2年9月まで3期連続村長を務めた。
- 1923年（大正12年）：9月、群馬県会議員に当選。（立憲政友会）その後、連続5期20年間、県会議員に在職。
- 1927年（昭和2年）：群馬県会議員に当選。（立憲政友会）
- 1927年（昭和2年）：全国の組合製糸が結合して大日本生糸販売組合連合会を設立。千石興太郎が後に同連合会の会長に就任。元治は、後に同連合会の常務理事に就任。
- 1929年（昭和4年）：立憲政友会党務委員に就任し、党勢拡大に尽くした。
- 1929年（昭和4年）：ニューヨーク株式市場の大暴落を契機として世界恐慌が始まり、アメリカの絹需要が急減したため生糸価格が大暴落。全面的にアメリカ市場に依存していた日本の製糸業は大打撃を受けた。
- 1931年（昭和6年）：群馬県会議員に当選。（立憲政友会）
- 1932年（昭和7年）：11月、群馬県会副議長に就任。大日本生糸販売組合連合会に属する甘楽社社長に就任。1937年まで在職。
- 1932年（昭和7年）：製糸業法の公布により、器械製糸、座繰製糸の両業種は免許が必要となった。
- 1933年（昭和8年）：蚕糸業功労者として大日本蚕糸会総裁より表彰状および紅綬功労章を受けた。
- 1933年（昭和8年）：浜庄左衛門らと共に全国産業組合製糸連合会を代表して、産業組合製糸に関する国策樹立要望と産業組合製糸経営の応急資金融通要望（①糸価暴落により蒙った打撃のため組合製糸の経営を不可能ならしめざるよう長期年賦資金の融通、②蚕糸恐慌の実情に鑑み養蚕応急資金の増額）などを訴えるため農林省へ陳情。
- 1934年（昭和9年）：甘楽社水沼組を閉鎖。甘楽社本社に合併のため水沼製糸場の器械製糸を廃止した。
- 1935年（昭和10年）：7月、黒保根村長（第6代）に就任。その後、昭和12年9月まで村政に尽くした。
- 1935年（昭和10年）：群馬県会議員に当選。（青木派）10月、群馬県会議長（第25代）に就任[1]。
- 1935年（昭和10年）：アメリカより一時帰国した叔父新井領一郎（父星野長太郎の弟）と会い、一時途絶えていた星野家と新井家との関係を回復。
- 1941年（昭和16年）：群馬県信用組合連合会専務理事に選任され、会長に就任。国策会社である日本蚕糸統制株式会社が設立され、全国の絹産業の一体化が開始された。
- 1942年（昭和17年）：戦時統制化により甘楽社は営業停止。
- 1954年（昭和29年）：藍綬褒章を受章。
- 1955年（昭和30年）：1月16日、死去。83歳。